# Barrage Fujinuma
Le barrage Fujinuma (藤沼ダム, Fujinuma-damu), était un barrage du Japon situé à Sukagawa, dans la préfecture de Fukushima. Il barrait la rivière Ebana, un affluent de l'Abukuma-gawa à 16 km à l'ouest de Sukagawa. Construit en 1949, il avait principalement un rôle tampon pour l'irrigation. Le barrage s'est écroulé le 11 mars 2011 lors du séisme du Tōhoku.

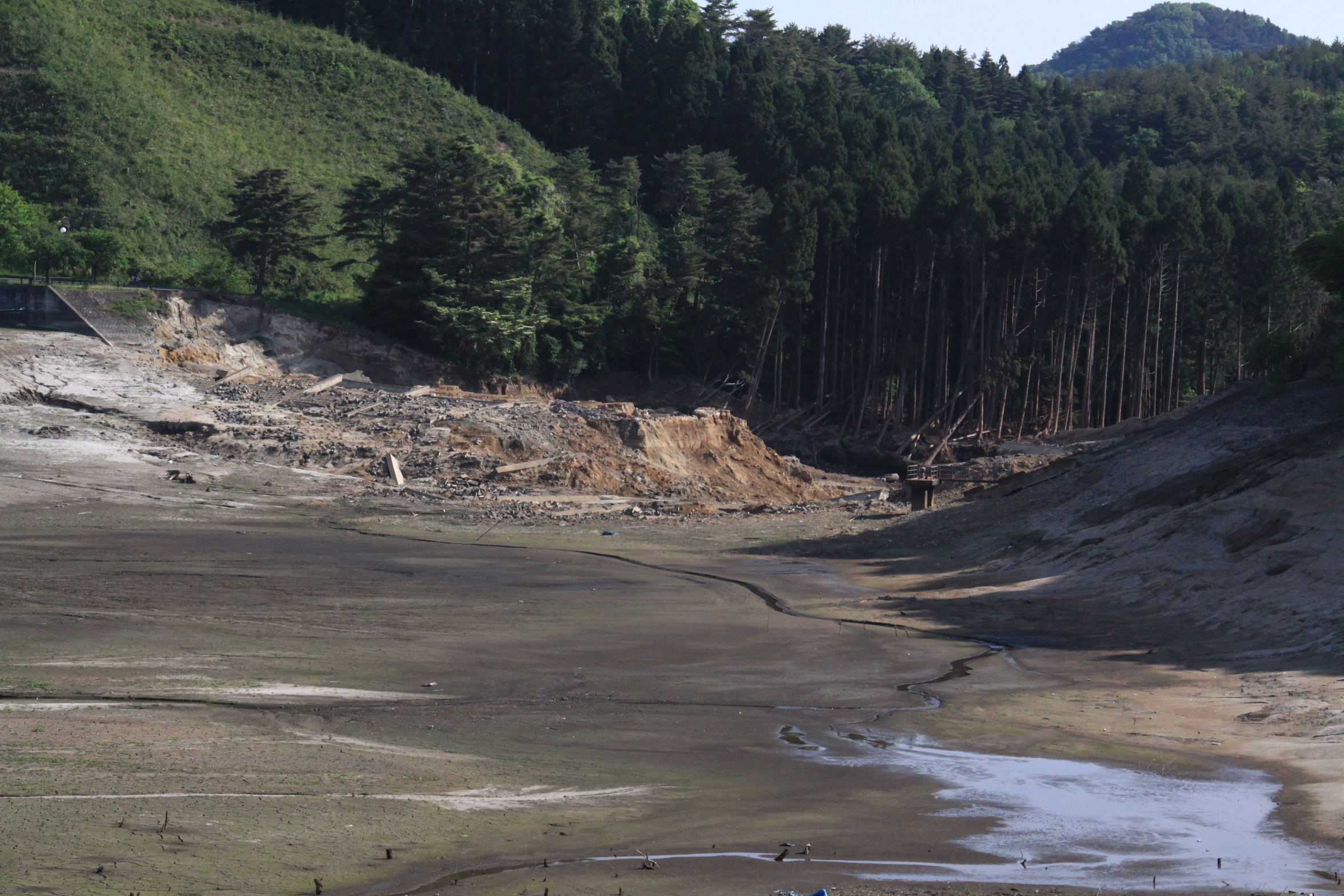
Le fond du lac deux mois après la destruction du barrage lors du séisme de 2011 de la côte Pacifique du Tōhoku.

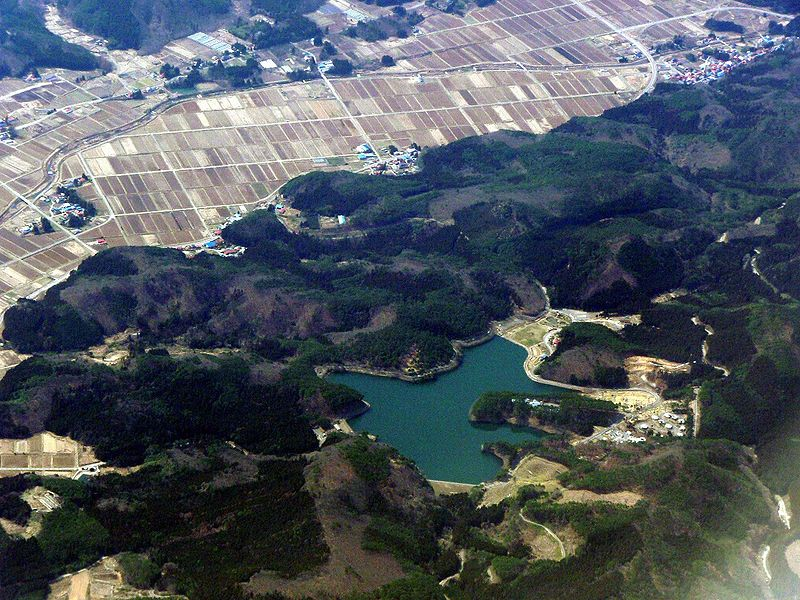
Vue aérienne du réservoir et du barrage Fujinuma en mars 2009 avant sa vidange lors du séisme de 2011 de la côte Pacifique du Tōhoku.